# Амірет-ель-Фхуль
Амірет-ель-Фхуль (араб. عميرة الفحول) —  туніське місто в делегації Мокнін, входить до складу вілаєту Монастір. Входить до складу вілаєту Монастір. Станом на 2022 рік тут проживало 5 748 осіб. Площа — 30,66 км²